# Pinheyschna
Genre
Pinheyschna est un genre de libellules de la famille des Aeshnidae (sous-ordre des Anisoptères, ordre des Odonates).

## Liste d'espèces
Selon BioLib (28 décembre 2020) :
- Pinheyschna meruensis (Sjöstedt, 1909)
- Pinheyschna moori (Pinhey, 1981)
- Pinheyschna rileyi (Calvert, 1892)
- Pinheyschna subpupillata (McLachlan, 1896)
- Pinheyschna waterstoni Peters & Theischinger, 2011
- Pinheyschna yemenensis Waterston, 1985

## Publication originale
- (en + nl) G. Peters et G. Theischinger, « The genera of the Afrotropical Aeshnini: Afroaeschna gen. nov., Pinheyschna gen. nov., and Zosteraeschna gen. nov., with the description of Pinheyschna waterstoni spec. nov. (Anisoptera: Aeshnidae) », Odonatologica, Societas Internationalis Odonatologica (d), vol. 40, no 3,‎ 1er septembre 2011, p. 227-249 (ISSN 0375-0183, 0375-0183 et 2751-0875, lire en ligne).